# Désiré Doué
Désiré Nonka-Maho Doué (ur. 3 czerwca 2005 w Angers) – francuski piłkarz grający na pozycji pomocnika. Młodzieżowy reprezentant Francji. Uczestnik Letnich Igrzysk Olimpijskich 2024 w Paryżu.

## Sukcesy

### Francja U-17
- Mistrzostwo Europy U-17: 2022[2]

### Paris Saint Germain
- Mistrzostwo Francji: 2024/2025
- Liga Mistrzów UEFA: 2024/2025